# Província de Kitami
Kitami (北見国, Kitami no kuni) foi uma breve província do Japão na ilha de Hokkaidō. Corresponde às atuais subprefeituras de Sōya e Abashiri menos o Distrito de Abashiri

## História
- 15 de agosto de 1869: Kitami estabelecida com 8 distritos
- 1872: Censo aponta população de 1511 habitantes
- 1882: Províncias dissolvidas em Hokkaidō

## Distritos
- Sōya (宗谷郡)
- Rishiri (利尻郡)
- Rebun (礼文郡)
- Esashi (枝幸郡)
- Monbetsu (紋別郡)
- Tokoro (常呂郡)
- Abashiri (網走郡)
- Shari (斜里郡)